# Villa Unión (Tabasco)
Villa Unión es una localidad del municipio de Centro ubicado en la subregión centro del estado mexicano de Tabasco.

## Geografía
La localidad de Villa Unión se sitúa en las coordenadas geográficas 18°06′15″N 92°52′13″O / 18.104167, -92.870278, a una elevación de 10 metros sobre el nivel del mar.

## Demografía
Según el Conteo de Población y Vivienda 2020, efectuado por el Instituto Nacional de Estadística y Geografía, la localidad de Villa Unión tiene 389 habitantes, de los cuales 191 son del sexo masculino y 198 del sexo femenino. Su tasa de fecundidad es de 2.13 hijos por mujer y tiene 110 viviendas particulares habitadas.
| Gráfica de evolución demográfica de Villa Unión entre 1990 y 2020 |
|                                                                   |
| INEGI.                                                            |